# Кейп-Спир
Кейп Спир (англ. Cape Spear) — мыс в провинции Ньюфаундленд и Лабрадор на северо-востоке Канады на полустрове Авалон. Это самая восточная точка Канады и Северной Америки, исключая Гренландию.
Кейп-Спир находится в пределах муниципальных границ города Сент-Джонс.
Мыс является окончанием междугородней прибрежной дороги «East Coast Trail».

## История
Район Кейп-Спира был первоначально населен народами беотук. А также кочевыми общинами микмаков, которые проживали на этой территории и добывали средства к существованию на время проживания .

### Вторая Мировая война
Во время Второй мировой войны на мысе была установлена канадская артиллерийская  батарея, включающая в себя два старых американских 10-дюймовых орудия. Она была построена для того, чтобы защитить вход в гавань Сент-Джонса. Для дислоцированных там войск были построены казармы и подземные ходы, ведущие к бункерам.

## Маяки
Маяк на мысе работает с сентября 1836 года. Это второй маяк, построенный в Ньюфаундленде. Первый был построен в 1810 году в форте Амхерст. В 1832 году Первое законодательное собрание колонии создало Совет маяков. Кейп-Спир был выбран в качестве места для нового маяка, потому что он находился на скалистом восточном побережье у входа в гавань Святого Иоанна.
Строители Николас Крок и Уильям Паркер выиграли контракт на строительство маяка на мысе и начали свои работы в 1834 году. Первый маяк представлял собой квадратное деревянное здание с башней посередине. Туманный горн был добавлен в 1878 году. Первоначально в качестве освещения использовалось семь горелок Аргана и изогнутые отражатели. Позже это было заменено системой диоптрических линз. Свет был сначала зажжен маслом, затем ацетиленом. Электричество стали использовать в 1930 году.
Новый бетонный маяк был построен в 1955 году.

### Хранители Света
В 1835 году густой туман окутал приближающийся военный корабль, перевозивший особо важную персону в Сент-Джонс. Губернатор послал несколько пилотных лодок. Молодому портовому лоцману по имени Джеймс Кантуэлл удалось найти корабль и безопасно доставить его в гавань. Когда его спросили, какую награду он хотел бы получить, он попросил работу смотрителя маяка на Кейп-Спир, который находился еще на стадии строительства. Но это место было обещано другому человеку — Эммануэлю Уорре. Когда через десять лет Уорре умер, Кантвелл стал вторым хранителем. Он прослужил 35 лет. Его сын Деннис, который был его помощником, позже занял его место и с двумя перерывами, семья Кэнтвелла поддерживала свет в Кейп-Спир в течение более 150 лет.

### Национальный исторический музей
Маяк Кейп-Спир является старейшим из сохранившихся маяков в Ньюфаундленде. Это место было обозначено как Национальный исторический памятник Канады. Первоначальное здание маяка и резиденция осветителя были восстановлены в 1839 году и открыты для публики. В туристическом центре работает сувенирный магазин. Маяк с июня 2016 года находится под защитой федерального Закона о защите маяков наследия. Некоторые посетители, привлеченные пейзажем и историей, были сметены большими и непредсказуемыми волнами на мысе Кейп-Спир, что побудило Парки Канады разместить многочисленные предупреждающие знаки в этом районе.